# 第百三十五号哨戒特務艇
第百三十五号哨戒特務艇（だいひゃくさんじゅうごごうしょうかいとくむてい）は、日本海軍の特務艇（哨戒特務艇）。第一号型哨戒特務艇の53番艇。太平洋戦争の終戦時に残存し、戦後は所属と艇名を変えながら一貫して掃海に従事した。

## 艇歴
マル戦計画の特務艇、第2121号艦型の135番艇、仮称艦名第2255号艦として計画。1944年11月5日、第百三十五号哨戒特務艇と命名されて第一号型哨戒特務艇の50番艇に定められ、本籍を呉鎮守府と仮定。1945年2月19日、船体概成により株式会社四国船渠工業所から呉海軍工廠へ引き渡し。5月23日竣工し、本籍を呉鎮守府に定められ、佐伯防備隊に編入。
終戦時は徳山に所在し徳山防備隊所属。戦後は掃海に従事。11月30日、海軍省の廃止に伴い除籍。
1945年12月1日、第二復員省の開庁に伴い、呉地方復員局所管の掃海艦に定められ、同局掃海部徳山支部所属と定められる。また、同日から艦名を哨特第百三十五号としている。
1946年6月15日、復員庁の開庁に伴い、所属を徳山掃海部に改められる。8月15日、所属を大竹掃海部に改められる。1947年8月1日、大竹掃海部が廃止され、所属を下関掃海部に改められる。
1948年1月1日、復員庁が廃止され、運輸省に移管。5月1日、海上保安庁に編入され掃海船MS-21となる。8月20日、船名を哨特第一三五号 MS-21に定められる。朝鮮戦争で日本特別掃海隊が派遣された際、本船は予備船として横須賀で待機した。1951年12月1日、船名をまつしま MS-21に改正。
1952年8月1日、保安庁警備隊に移管され、第二幕僚監部函館航路啓開隊第2掃海隊に編入。1954年1月15日、大湊地方総監部函館基地隊第2掃海隊に編入。
1954年7月1日、保安庁警備隊は海上自衛隊に改組。掃海艇となる。大湊地方総監部函館基地隊第2掃海隊に編入。1957年9月1日、艇番号をMSI-686に改正。1962年3月31日、支援船に編入され船名を特務雑船32号 YAS-32に改正。1963年1月1日、船種呼称を特務船に改正。1964年3月31日、海上自衛隊から除籍された。